# Alyssa Diaz

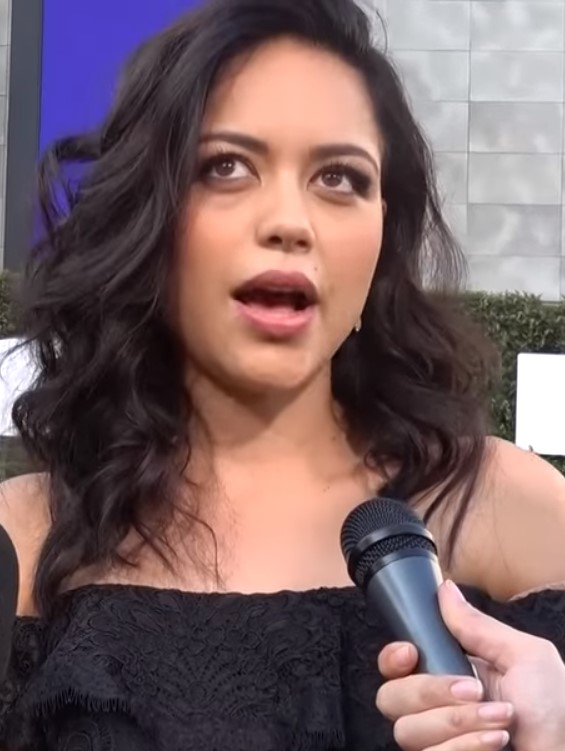
Alyssa Diaz, 2018

Alyssa Elaine Diaz (* 7. September 1985 in Northridge, Kalifornien) ist eine US-amerikanische Schauspielerin.

## Leben und Karriere
Alyssa Diaz wurde in Northridge, in der Nähe der Stadt Los Angeles, geboren. Ihre Vorfahren sind kolumbianischer und mexikanischer Abstammung. Des Weiteren hat sie einen Bruder. Sie besuchte die Bishop Alemany High School.
Nachdem Diaz bereits 2001 ihr Schauspieldebüt in einer Folge von The Brothers Garcia absolviert hatte, war sie 2004 in einer Folge von CSI: Miami zu sehen. Ihre erste große Rolle war die der Celia Ortega in der Seifenoper Jung und Leidenschaftlich – Wie das Leben so spielt des Senders CBS, welche sie vom 9. Februar bis zum 10. August 2005 verkörperte. Nach weiteren Gastauftritten in Serie wie The Unit – Eine Frage der Ehre, CSI: NY, Southland und Lie to Me folgte 2011 die Rolle der Jasmine in The Nine Lives of Chloe King sowie ein Auftritt in Law & Order: LA. 2012 war Diaz sowohl in einer Folge von Dr. Dani Santino – Spiel des Lebens und Revolution als auch im Film Red Dawn zu sehen. Darüber hinaus war sie in vier Folgen von Vampire Diaries zu Gast. Zwischen 2012 und 2013 war sie in einer Hauptrolle in Army Wives zu sehen. Außerdem war sie in der zweiten und dritten Staffel der Serie Zoo in einer Hauptrolle zu sehen.
In Ray Donovan war Diaz von 2015 bis 2018 als Teresa zu sehen, ebenso im abschließenden Fernsehfilm Ray Donovan: The Movie von 2022. 2018 war sie in der ersten Staffel von Narcos: Mexico als Mika Camarena in der Hauptbesetzung der Serie. Seit 2018 spielt sie in der Fernsehserie The Rookie die Polizistin Angela Lopez. In dieser Rolle war Diaz auch im Spin-off The Rookie: Feds für einzelne Folgen zu sehen.
Diaz wurde Ende 2020 Mutter eines Sohnes, ihre Schwangerschaft wurde in die Handlung von The Rookie eingebunden.

## Filmografie (Auswahl)
- 2001: The Brothers Garcia (Fernsehserie, Folge 2x05)
- 2002: American Family (Fernsehserie, Folge 1x16)
- 2004: CSI: Miami (Fernsehserie, Folge 3x06)
- 2005: Jung und Leidenschaftlich – Wie das Leben so spielt (As the World Turns, 56 Folgen)
- 2006: The Unit – Eine Frage der Ehre (The Unit, Fernsehserie, Folge 2x07)
- 2008: Shark (Fernsehserie, Folge 2x14)
- 2008: Greek (Fernsehserie, Folge 2x09)
- 2009: CSI: NY (Fernsehserie, Folge 5x14)
- 2009: Three Rivers Medical Center (Three Rivers, Fernsehserie, Folge 1x02)
- 2009–2010: Southland (Fernsehserie, 3 Folgen)
- 2009: Ben 10: Alien Swarm (Fernsehfilm)
- 2010: Lie to Me (Fernsehserie, Folge 2x16)
- 2010: The Jensen Project (Fernsehfilm)
- 2011: Law & Order: LA (Law & Order: Los Angeles, Fernsehserie, Folge 1x22)
- 2011: The Nine Lives of Chloe King (Fernsehserie, 10 Folgen)
- 2011: Dr. Dani Santino – Spiel des Lebens (Necessary Roughness, Fernsehserie, Folge 1x09)
- 2011: Shark Night 3D
- 2012: Red Dawn
- 2012: Revolution (Fernsehserie, Folge 1x08)
- 2012: Vampire Diaries (The Vampire Diaries, Fernsehserie, 4 Folgen)
- 2012–2013: Army Wives (Fernsehserie, 30 Folgen)
- 2014: The Last Ship (Fernsehserie, 2 Folgen)
- 2014: The Bridge – America (The Bridge, Fernsehserie, 3 Folgen)
- 2014: Grimm (Fernsehserie, Folge 4x08)
- 2015: Other People’s Children
- 2015–2018: Ray Donovan (Fernsehserie, 24 Folgen)
- 2016: Lucifer (Fernsehserie, Folge 1x05)
- 2016: Bones – Die Knochenjägerin (Bones, Fernsehserie, Folge 11x15)
- 2016: How to Get Away with Murder (Fernsehserie, Folge 3x06)
- 2016: Lethal Weapon (Fernsehserie, Folge 1x09)
- 2016–2017: Frequency (Fernsehserie, 3 Folgen)
- 2016–2017: Zoo (Fernsehserie, 26 Folgen)
- 2016–2019: Navy CIS: L.A. (NCIS: Los Angeles, Fernsehserie, 3 Folgen)
- 2017: The Joneses Unplugged (Fernsehfilm)
- 2018: Parallel
- 2018: Life Sentence (Fernsehserie, 3 Folgen)
- 2018: Narcos: Mexico (Fernsehserie, 10 Folgen)
- seit 2018: The Rookie (Fernsehserie)
- 2019: The Way We Weren’t
- 2022: Ray Donovan: The Movie (Fernsehfilm)
- 2022: The Rookie: Feds (Fernsehserie, 2 Folgen)